# Teaninich
Teaninich (sprich „Chee-an-inick“) ist eine Whiskybrennerei bei Alness, Ross-shire, Schottland, Großbritannien. Sie liegt unweit der Dalmore- und Glenmorangie-Brennereien in den nördlichen Highlands.

## Geschichte
Die Brennerei Teaninich wurde im Jahre 1817 von Hugh Munro mit zwei Brennblasen errichtet. In den 1850er Jahren wurde sie von Robert Pattison gepachtet und ging 1898 in den Besitz von Munro & Cameron über. 1905 wurde sie von Robert Innes Cameron und 1934 von Scottish Malt Distillers (SMD) übernommen. 1962 wurde ein zweites Paar Brennblasen installiert. Ein neues Brenngebäude mit drei paar Brennblasen wurde 1972 hinzugefügt, welches als Side A bezeichnet wurde. Dieses und das alte Brenngebäude (Side B) produzierten bis 1984 parallel, trotz einer Modernisierung 1974 wurde Side B dann jedoch geschlossen und 1999 abgerissen. 1985 kam es zur vorübergehenden vollständigen Schließung der Brennerei. Ab dem Jahre 1991 wurde der Betrieb auf Side A wiederaufgenommen.

## Produktion
Teaninich bezieht sein Wasser aus dem Dairywell Spring. Die Brennerei nutzt je drei Wash Stills und Spirit Stills. Die maximale Produktionskapazität beträgt 26.800 hl Alkohol pro Jahr.

## Abfüllungen
Der in Teaninich produzierte Whisky wurde und wird zum Großteil in Blends, beispielsweise als eine der Hauptkomponenten von Johnnie Walker, eingesetzt. Die erste Single-Malt-Abfüllung kam erst 1992 mit 10-jähriger Reifung auf den Markt.